# Megaeupoa
Genre
Megaeupoa est un genre d'araignées aranéomorphes de la famille des Salticidae.

## Distribution
Les espèces de ce genre se rencontrent en Chine et en Inde.

## Liste des espèces
Selon World Spider Catalog (version 21.5, 04/08/2020) :
- Megaeupoa gravelyi (Caleb, 2018)
- Megaeupoa yanfengi Lin & Li, 2020

## Publication originale
- Lin & Li, 2020 : Two new genera and eight new species of jumping spiders (Araneae, Salticidae) from Xishuangbanna, Yunnan, China. ZooKeys, no 952, p. 95-128 (texte intégral).